# Barbula glaucescens
Barbula glaucescens är en bladmossart som beskrevs av Georg Ernst Ludwig Hampe 1863. Barbula glaucescens ingår i släktet neonmossor, och familjen Pottiaceae. Inga underarter finns listade i Catalogue of Life.